# Стріла-2

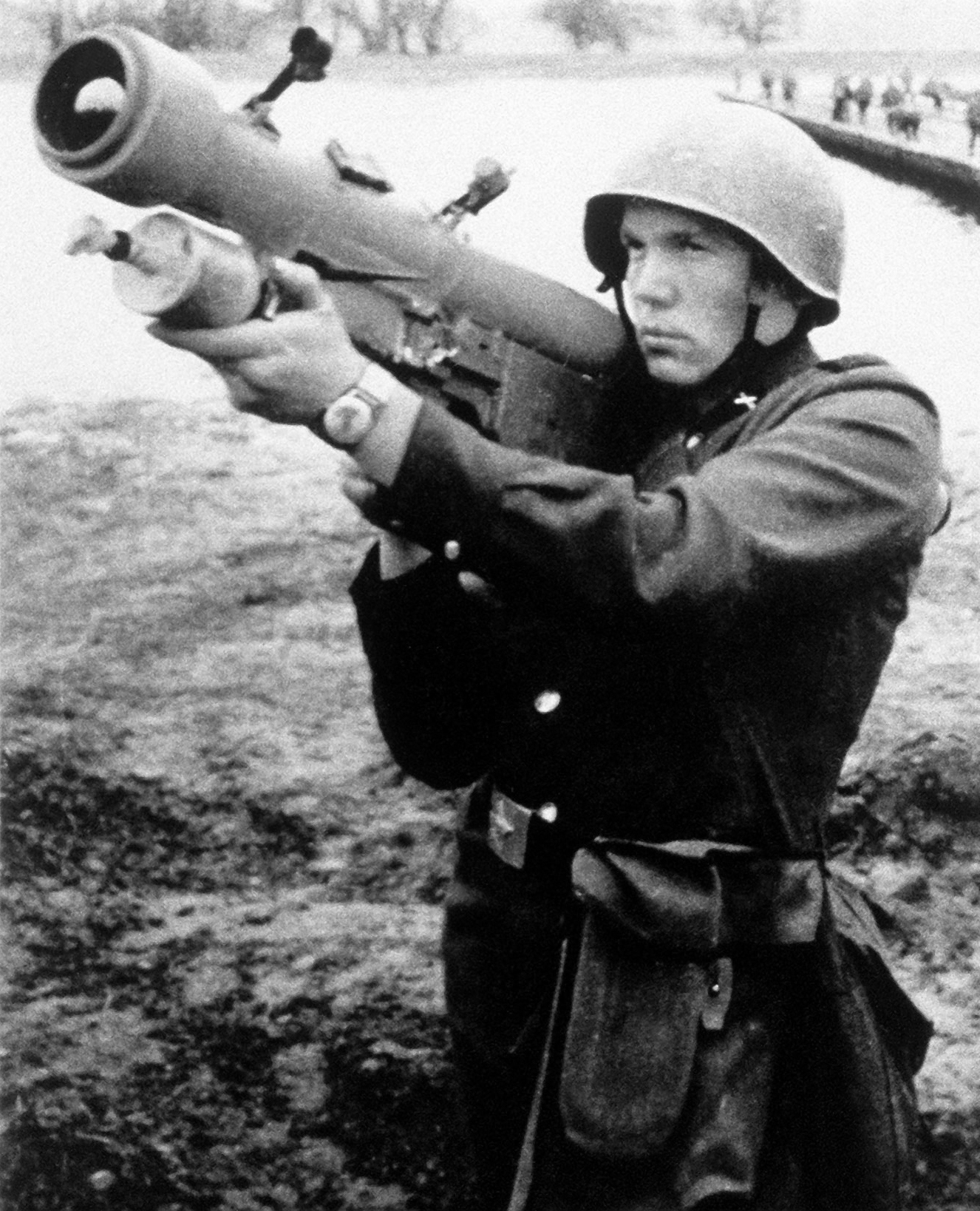
Пуск зенітної ракети з ПЗРК «Стрєла-2»

9K32 «Стріла-2» (індекс ГРАУ — 9 К32, за класифікацією НАТО SA-7 Grail (укр. Грааль) — переносний зенітно-ракетний комплекс «Стріла-2», прийнятий на озброєння Радянської армії в 1967 році.
Призначений для ураження повітряних цілей на середніх, малих висотах, а також тих, що низько летять. Бойовий пуск проводиться з плеча, а також з бойових і транспортних машин. Складається з зенітної керованої ракети з тепловою головкою самонаведення, джерела живлення і пускового механізму. У похідному положенні переноситься на плечовому ремені за спиною стрільця-оператора.
Роботи зі створення почалися в 1960. Розробником комплексу стало конструкторське бюро СКБ ГКОТ (головний конструктор — Шавирін Б. І.).

## Модифікації
- 9 К32М «Стріла-2М» (код НАТО — SA-7B Grail) — модернізований варіант ПЗРК «Стріла-2», прийнятий на озброєння Збройних сил СРСР в 1970.

## Тактико-технічні характеристики
| Характеристика/комплекс                    | 9К32 «Стріла-2» | 9К32М «Стріла-2М» |
| ------------------------------------------ | --------------- | ----------------- |
| Дальність ураження цілей                   | 3600 м          | 800-4200 м        |
| Висота ураження цілей                      | 50-1500 м       | 50-2300 м         |
| Максимальна швидкість ракети               | 600 м/с         | 630 м/с           |
| Максимальна швидкість цілей, що уражається | <260 м/с        | Навздогін 260 м/с |
|                                            |                 | Назустріч 150 м/с |
| Калібр ракети                              | 72 мм           | 72 мм             |
| Довжина ракети                             | 1420 мм         | 1440 мм           |
| Стартова маса ракети                       | 9,15 кг         | 9,8 кг            |
| Маса комплексу в бойовому положенні        | 14,5 кг         | 15 кг             |
| Маса бойової частини                       |                 | 1,150 кг          |
| Час підготовки до пуску ракети             | 10 с            | 10 с              |
| Час самоліквідації                         | 12-15 с         | 15-19 с           |

## Бойове застосування

### Міжнародний тероризм
За даними американської розвідки Радянський Союз прямо або опосередковано постачав ПЗРК «Стріла-2» дружнім терористичним організаціям та нерегулярним озброєним формуванням. Так, наприклад, в 1973 році в Римі була затримана група палестинських терористів з двома ПЗРК. Затримані начебто збирались використати ПЗРК проти ізраїльського пасажирського літака при заході в аеропорт. Найімовірніше ПЗРК потрапили до рук терористів з рук сирійських військових. В січні 1976 року в Кенії були затримані терористи з Народного фронту звільнення Палестини, які готувались збити ізраїльський пасажирський літак при заході на посадку в Найробі. Цього разу ПЗРК був переданий з Лівії із допомогою Сомалі. Союз африканського народу Зімбабве (САНЗ) використав ПЗРК «Стріла-2» в Родезії двічі — в 1978 та 1979 році проти пасажирських літаків Vickers Viscount:
- 3 вересня 1978 року, реєстраційний номер VP-WAS авіакомпанії Air Rhodesia рейс 825. Загинуло 28 із 56 чоловік на борту літака. Іще 10 чоловік було вбито бойовиками Народною революційною армією Зімбабве. Теракт стався поблизу Ваміра Гілс (англ. Whamira Hills).[4]
- 12 лютого 1979 року, реєстраційний номер VP-YND авіакомпанії Air Rhodesia рейс 827 був збитий та впав неподалік Каріба. Всі 59 чоловік на борту літака загинули.[5].

ПЗРК були отримані САНЗ від СРСР через посередництво Замбії або Анголи.
В листопаді 1979 року італійські правоохоронці затримали трьох італійців з угруповання «Автономних робітників» (англ. Workers Autonomy) та одного йорданця в місті Ортона на узбережжні адріатичного моря. Плани затриманих зловмисників стосовно цього ПЗРК встановити так і не вдалось.

## Оператори
| - Аргентина - Афганістан - Албанія - Алжир - Ангола - Вірменія - Ботсвана - Бенін - Болгарія - Буркіна-Фасо - Камбоджа - КНР - Куба - Чехія - Сальвадор - Єгипет - Ефіопія - НДР - Грузія | - Німеччина - Гана - Гвінея-Бісау - Індонезія - Індія - Ірак - Іран - Кувейт - Лаос - Ліван - Лівія - Монголія - Північна Македонія - Мавританія - Марокко - Мозамбік - Нікарагуа - Північна Корея | - Пакистан - Перу - Польща - Румунія - Росія - САДР - Сьєрра-Леоне - Сербія - Словаччина - Сомалі - Сомаліленд - Південний Ємен - Судан - Сирія - Танзанія - Україна - В'єтнам - Замбія - Зімбабве |

- Багато інших країн, а також значна кількість рухів опору, терористів тощо.